# Накамура, Мисато
Мисато Накамура (яп. 中村 美里 Накамура Мисато, род. 28 апреля 1989 года) — японская дзюдоистка, трёхкратная чемпионка мира, двукратный бронзовый призёр Олимпийских игр (2008 и 2016).
Родилась в 1989 году в Хатиодзи. В 2006 году стала обладательницей бронзовых медалей Азиатских игр и чемпионата мира среди команд. В 2008 году стала обладательницей золотой медали чемпионата мира среди команд, а на Олимпийских играх в Пекине завоевала бронзовую медаль. В 2009 году выиграла чемпионат мира. В 2010 году стала чемпионкой Азиатских игр и обладательницей серебряной медали чемпионата мира. В 2011 году опять выиграла чемпионат мира. В 2012 году приняла участие в Олимпийских играх в Лондоне, но проиграла в первой же схватке будущей олимпийской чемпионке из КНДР Ан Гым Э. В 2014 году вновь выиграла Азиатские игры. В 2015 году выиграла золото чемпионата мира в Астане.